# Francis P. Bundy
Francis Pettit Bundy (* 1. September 1910 in Columbus, Ohio; † 23. Februar 2008) war ein US-amerikanischer Physiker, bekannt für Pionierarbeiten zur Erzeugung künstlicher Diamanten unter hohen Drücken bei General Electric.

## Leben
Bundy studierte am Otterbein College in Westerville (Ohio) bis zum Bachelor-Abschluss 1931, danach an der Ohio State University, an der er 1937 promoviert wurde. Anschließend lehrte er fünf Jahre lang an der Ohio University. Während des Zweiten Weltkriegs arbeitete er in der Sonarforschung am Harvard Underwater Sound Laboratory. 1946 ging er zu den Forschungslaboratorien von General Electric in Schenectady. Dort gelang ihm in einem Team mit Tracy Hall, Robert Wentorf und Herbert Strong im Dezember 1954 die Synthese von Diamanten aus Graphit bei hohen Drucken (Project Superpressure). Dabei benutzten sie Eisensulfid als Katalysator.
Er veröffentlichte über 100 wissenschaftliche Arbeiten.
1987 erhielt er den Bridgman Award und 1977 den James C. McGroddy Prize for New Materials. Er war Fellow der American Physical Society und der American Association for the Advancement of Science.
Er war seit 1936 mit Hazel Bundy verheiratet und hatte vier Kinder. Er war passionierter Segelflieger mit über 8000 Flügen, was ihm die Aufnahme in die Hall of Fame des National Soaring Museum verschaffte.